# Ocell del paradís gorjablau
L'ocell del paradís gorjablau (Ptiloris magnificus) és un ocell de la família dels paradiseids (Paradiseidae).

## Hàbitat i distribució
Habita els boscos de les terres baixes de l'oest i centre de Nova Guinea i nord-est d'Austràlia al nord-est de Queensland.